# Monnechroma hovorei
Monnechroma hovorei là một loài bọ cánh cứng trong họ Cerambycidae.